# 7월 9일
7월 9일은 그레고리력으로 190번째(윤년일 경우 191번째) 날에 해당한다.

## 사건
- 1099년 - 15,000명의 굶주린 제1차 십자군이 예루살렘에 입성했다.
- 1816년 - 아르헨티나가 스페인으로부터 독립했다.
- 1944년 - 조선인 징용자들이 승선한 타이헤이마루가 미국 잠수함 USS 선피시에 의해 격침되다.
- 1955년 - 유럽연합이 유럽통합 재활성화를 위한 스파크 위원회 업무를 개시하다.
- 1955년 - 핵무기전쟁에 의한 인류파멸의 위기를 경고한 러셀-아인슈타인 선언이 발표되다.
- 1971년 - 주한미군의 흑인병사들이 안정리 사건을 일으키다.[1][2]
- 1987년 - 대한민국의 학생 운동가 이한열의 장례식이 열리다.
- 2011년 - 남수단이 수단으로부터 독립하다.
- 2020년
  - 박원순 서울특별시장이 연락두절 및 실종 후 사망하다.

## 문화
- 1877년 - 제1회 윔블던 선수권 대회가 열렸다.
- 2006년 - 프랑스의 지네딘 지단이 이탈리아의 마르코 마테라치의 가슴을 머리로 들이받아 퇴장당함. (결국, 지단의 퇴장으로 프랑스는 승부차기에서 이탈리아에 3:5로 패배하며 준우승에 그치고 만다.)
- 2013년 - 방탄소년단의 팬덤인 아미가 정식으로 만들어진다.
- 2017년 - 레드벨벳의 The Red Summer - Summer Mini Album이 발매되었다.
- 2021년 - 방탄소년단의 3번째 영어 싱글 permission to dance가 발매되었다.

## 탄생
- 1279년 - 제90대 일본의 천황 가메야마 천황. (~1305년)
- 1875년 - 대한민국의 독립운동가 조성환. (~1948년)
- 1911년 - 미국의 이론물리학자 존 아치볼드 휠러. (~2008년)
- 1916년 - 영국의 총리 에드워드 히스. (~2005년)
- 1924년 - 대한민국의 정치인 신상철. (~2005년)
- 1932년 - 미국의 정치가 도널드 럼즈펠드. (~2021년)
- 1938년 - 미국의 영화배우 브라이언 데너히. (~2020년)
- 1942년 - 미국의 배우 리처드 라운트리. (~2023년)
- 1945년 - 미국의 작가 딘 쿤츠.
- 1947년 - 미국의 미식축구 선수 출신 배우, 범죄자 O. J. 심슨. (~2024년)
- 1950년
  - 대한민국의 배우 강태기. (~2013년)
  - 우크라이나의 대통령 빅토르 야누코비치.
- 1951년 - 미국의 배우 크리스 쿠퍼.
- 1956년 - 미국의 배우 톰 행크스.
- 1962년 - 미국의 금융인, 범죄자 조던 벨퍼트.
- 1964년
  - 대한민국의 기자 출신 정치인 전광삼.
  - 미국의 싱어송라이터 코트니 러브.
  - 이탈리아의 축구 선수 잔루카 비알리. (~2023년)
  - 일본의 배우, 가수 카와이 카즈미. (~1997년)
- 1965년
  - 대한민국의 배우 오만석.
  - 대한민국의 의료인 정은경.
- 1968년
  - 이탈리아의 축구 선수 파올로 디 카니오.
  - 대한민국의 모델 겸 배우 박영선.
- 1970년 - 일본의 만화가 쓰다 마사미.
- 1971년 - 한국계 미국인 당구 선수 자넷 리.
- 1973년 - 벨라루스의 레슬링 선수 알렉산드르 파블로프.
- 1974년
  - 일본의 가수 쿠사나기 쓰요시.
  - 대한민국의 가수 겸 작가 박준희.
- 1975년 - 대한민국의 정치인 이유진.
- 1978년 - 미국의 배우 카일 데이비스.
- 1979년 - 일본의 축구 선수 나카타 고지.
- 1981년
  - 대한민국의 축구 선수 이천수.
  - 대한민국의 야구 선수 심수창.
  - 대한민국의 배우 육동일.
- 1982년
  - 일본의 배우 요시다 토모카즈.
  - 일본의 정치인, 전 카레이서 야마모토 사콘.
- 1983년 - 대한민국의 성우 이명호.
- 1984년 - 일본의 성우 코쿠류 사치.
- 1985년
  - 잉글랜드이 축구 선수 애슐리 영.
  - 대한민국의 변호사, 방송인 장천.
  - 대한민국의 피아니스트 이희아.
- 1986년
  - 대한민국의 야구 선수 전현태.
  - 미국의 배우, 가수 킬리 윌리엄스.
- 1987년
  - 대한민국의 배우 이해우.
  - 대한민국의 배우, 희극인 민채은.
- 1988년
  - 대한민국의 희극인, 유튜버 장다운.
  - 대한민국의 축구 선수 김주영.
- 1989년 - 일본의 성우, 가수 야스노 기요노.
- 1990년
  - 대한민국의 축구 선수 김민수.
  - 알제리 출신 카타르의 축구 선수 부알렘 쿠키.
  - 일본의 배우 이케마츠 소스케.
- 1991년 - 대한민국의 축구 선수 이기제.
- 1992년
  - 대한민국의 배드민턴 선수 김소영.
  - 대한민국의 야구 선수 김승현.
  - 대한민국의 웹툰 작가 레바.
- 1993년
  - 대한민국의 배우 강율.
  - 대한민국의 가수 단칸방로맨스.
- 1994년 - 몬테네그로의 축구 선수 루카 조르제비치.
- 1995년 - 대한민국의 인터넷 방송인 티티.
- 1996년
  - 미국의 배우 멕 딜레이시.
  - 미국의 프리스타일 스키 선수 메건 닉.
- 2000년
  - 일본의 유도 선수 소네 아키라.
  - 중화인민공화국의 쇼트트랙 선수 궁리.
- 2001년
  - 대한민국의 배우 이윤정.
  - 대한민국의 축구 선수 고영준.
- 2002년
  - 대한민국의 가수 차준호 (X1).
  - 타이완의 가수 니콜라스.
- 2004년 - 대한민국의 야구 선수 김동규.
- 2006년 - 대한민국의 배우 김다인.
- 2008년 - 대한민국의 가수 정서주.

### 미상
- 대한민국의 가수, 작곡가 view.

## 사망
- 518년 - 비잔티움 로마 제국의 황제 아나스타시우스 1세. (430년~)
- 1746년 - 스페인 부르봉 왕가의 초대 국왕 펠리페 5세. (1683년~)
- 1797년 - 영국의 정치인, 정치철학자 에드먼드 버크. (1729년~)
- 1850년 - 미국의 제12대 대통령 재커리 테일러. (1784년~)
- 1880년 - 프랑스의 의사 폴 브로카. (1824년~)
- 1937년 - 미국의 사회운동가 올리버 로. (1899년~)
- 1944년 - 독일의 중국학자 알프레트 포르케. (1867년~)
- 1993년 - 대한민국의 정치인 이상조. (1915년~)
- 2005년 - 대한민국의 시인, 아동문학가 박화목. (1924년~)
- 2012년 - 대한민국의 무용가 공옥진. (1931년~)
- 2015년 - 대한민국의 팝 칼럼니스트, 방송인 김광한. (1946년~)
- 2019년
  - 아르헨티나의 제51대 대통령 페르난도 데 라 루아. (1937년~)
  - 미국의 기업인, 정치인 로스 페로. (1930년~)
  - 일본의 연예기획자, 사업가 자니 키타가와. (1931년~)
  - 미국의 배우 립 톤. (1931년~)
- 2020년 - 대한민국의 서울특별시장 박원순.
- 2021년 - 대한민국의 장애인 크로스컨트리 선수 서보라미. (1986년~)
- 2022년 - 미국의 영화배우 L. Q. 존스. (1927년~)
- 2023년
  - 스페인의 축구 선수, 축구 감독 루이스 수아레스 미라몬테스. (1935년~)
  - 대한민국의 성우 유명옥. (1943년~)
- 2024년
  - 일본의 초백세인 마사 마츠모토. (1909년)
  - 대한민국의 정치인 김두섭. (1930년~)
  - 폴란드의 영화배우 예지 스투흐르. (1947년~)
- 2025년
  - 중국의 영화배우 양소화. (1931년~)
  - 루마니아의 영화배우 이오아나 불커. (1936년~)
  - 일본의 영화배우 이즈미 마사코. (1947년~)

## 기념일
- 헌법개정의 날(영어판): 브라질 상파울루
- 제헌절(Constitution Day): 팔라우
- 독립기념일; 남수단, 아르헨티나
- 스티브 랭턴(영어판) 캔터베리 대주교 축일: 성공회

## 같이 보기
- 전날: 7월 8일 다음날: 7월 10일 - 전달: 6월 9일 다음달: 8월 9일
- 음력: 7월 9일
- 모두 보기